# Картулярій

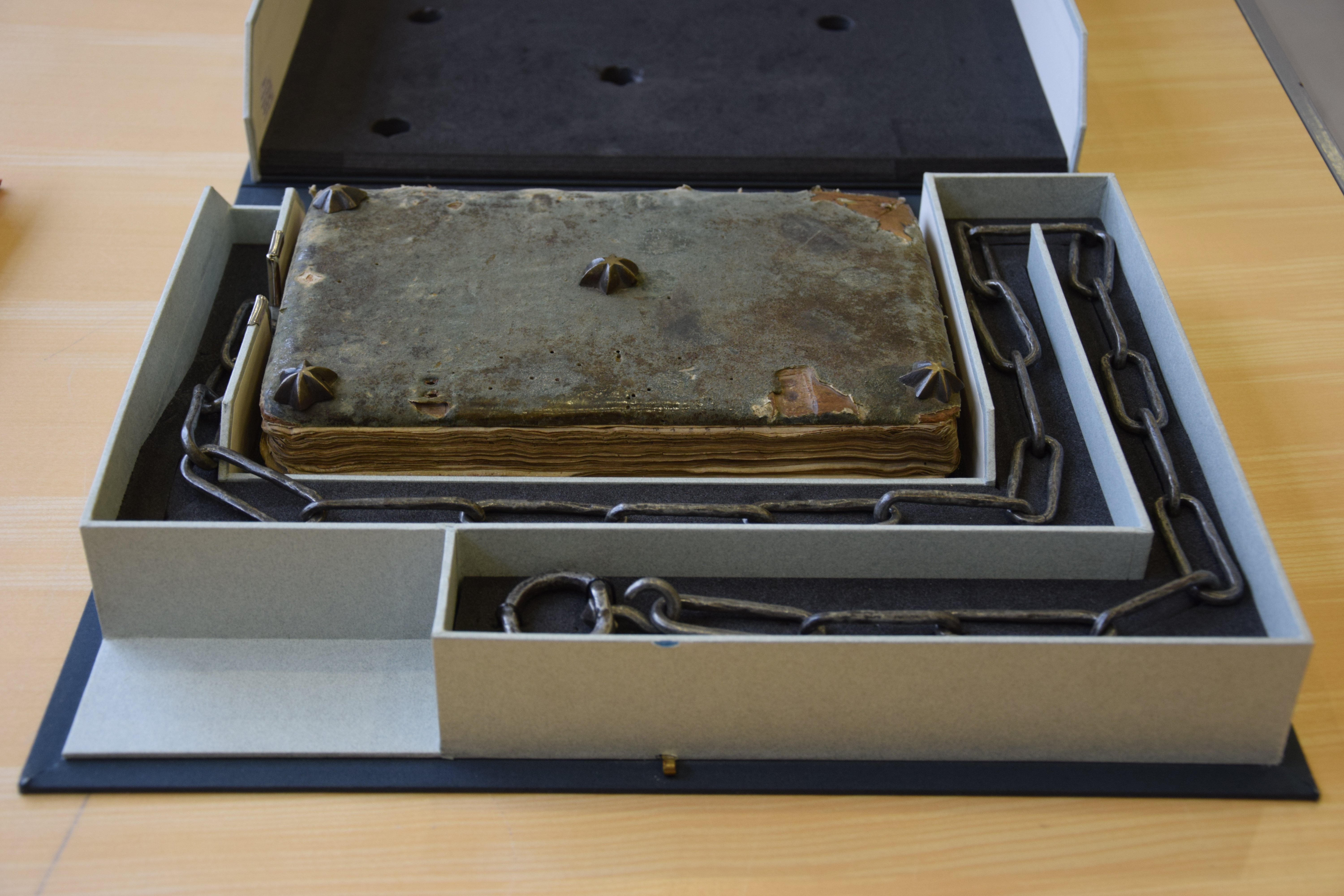
Картулярій Санліса

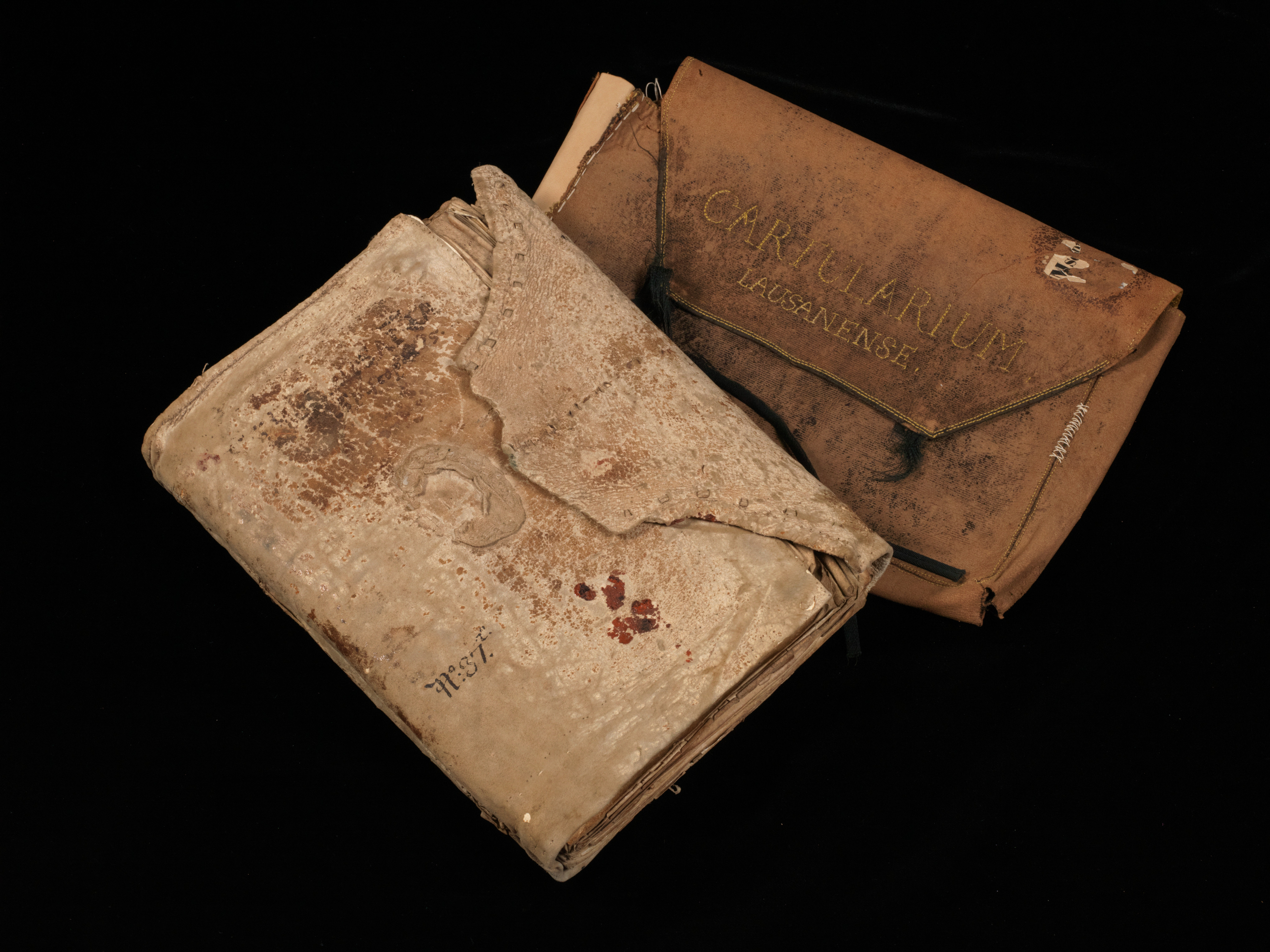
Лозаннський картулярій

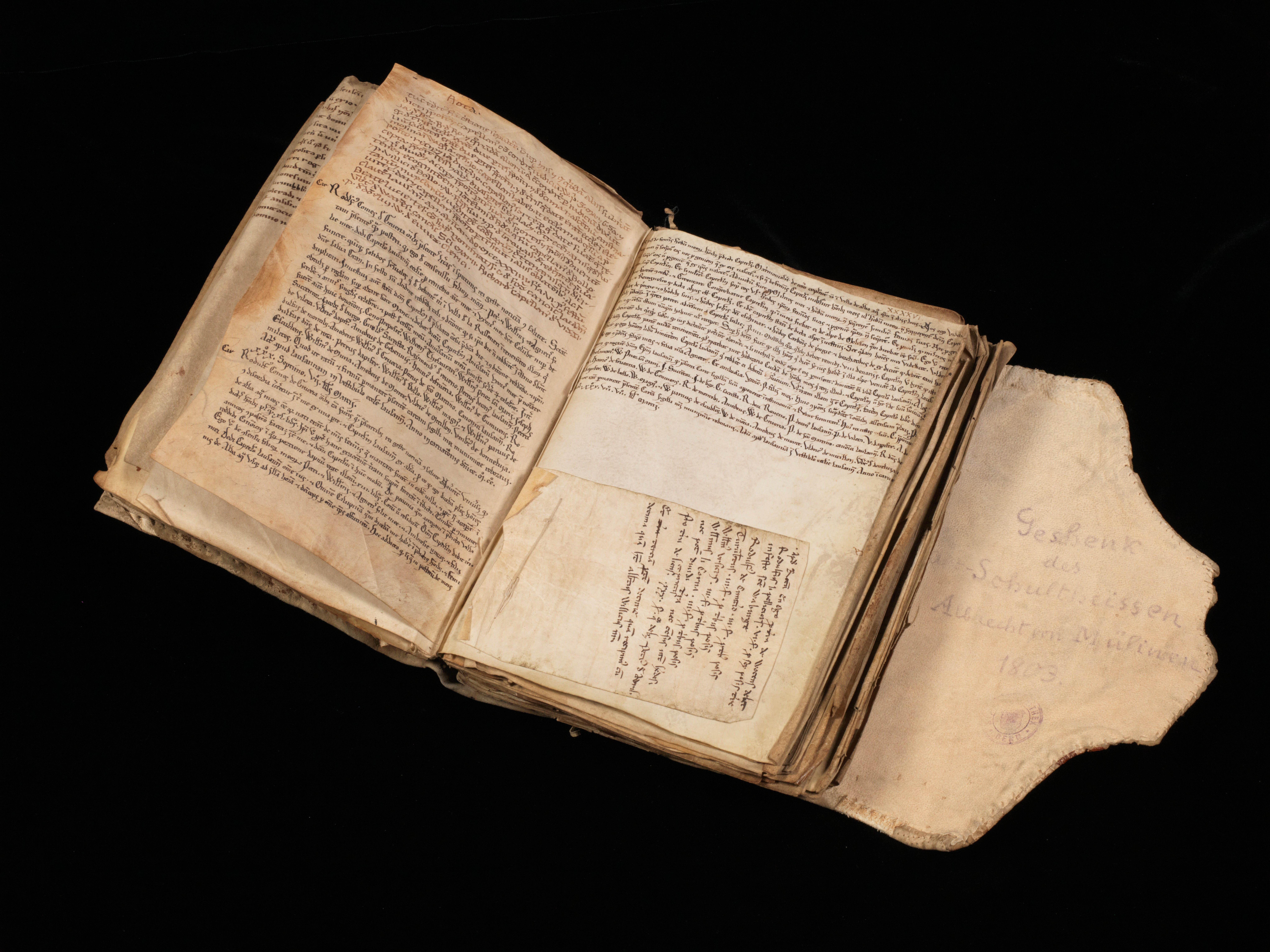
Лозаннський картулярій у розгорнутому вигляді

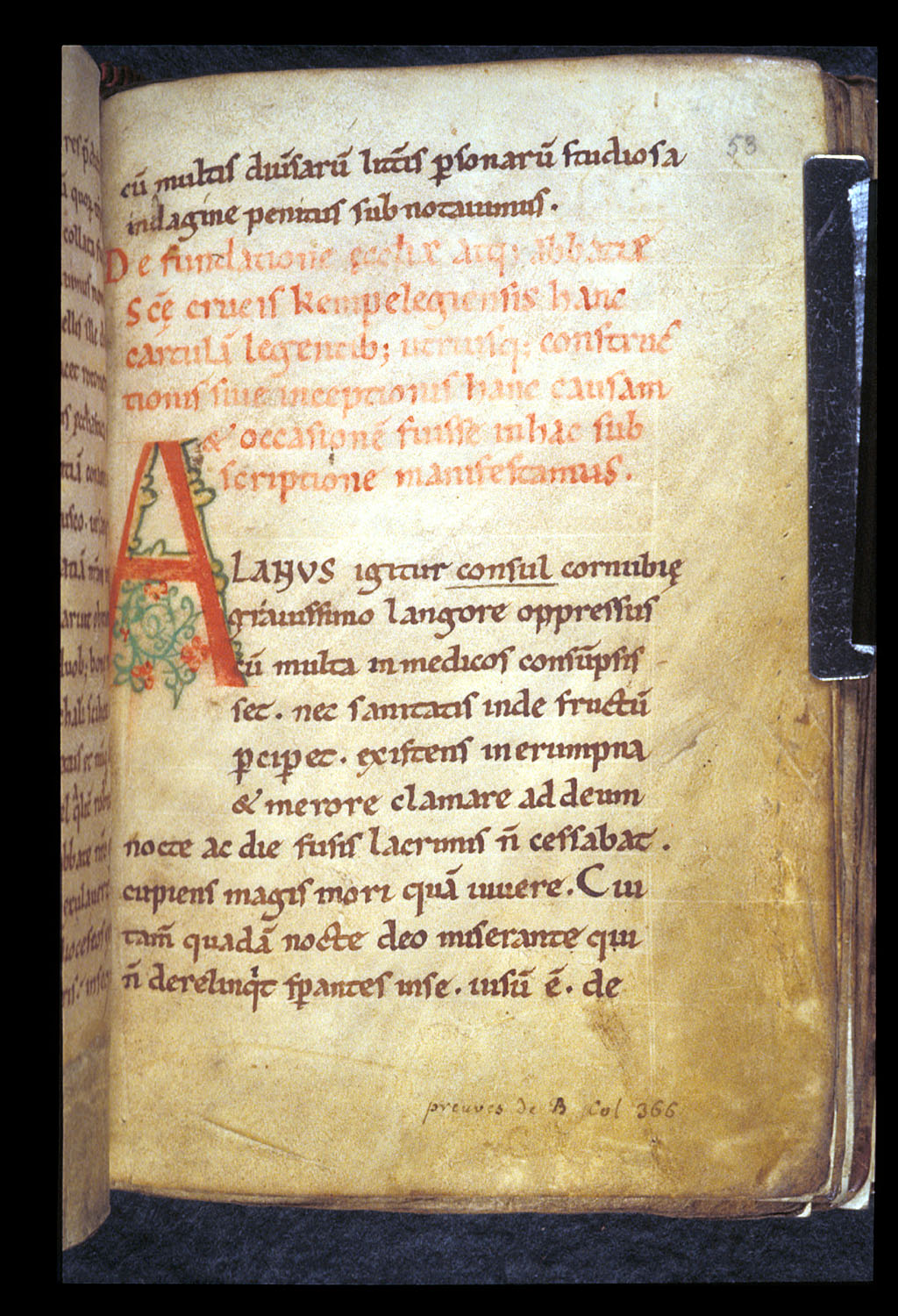
Сторінка картулярія Кемперле

Картулярій (лат. charta — грамота) — збірка середньовічних копій грамот, хартій, актів. Переписаний картулярій був іноді зі скороченнями та вставками (інтерполяціями), і у середньовічній Європі ним юридично оформляли земельні дарування на користь церкви, майнові та особисті відносини між церковними і світськими установами або особами. Іноді картулярій — це копія угоди між світськими особами, копія королівського указу. Картулярії складалися з VII до XIV ст. у великих монастирях латинською мовою.

## Історія
Найраніший з картуляріїв, який зберігся, є Картулярій Вальпуести XII століття, хоча перші відомі західноєвропейські картулярії датуються першою половиною IX століття. Так у ІХ ст. були складені картулярії Клюнійського абатства (початок ІX ст.), Сен-Галленского абатства (друга половина ІX ст.), але вони не збереглися. Також до найдавніших належать Супетарський картулярій (XII ст. монастиря св. Петра у Супетарі), картулярії Санського абатства, Сен-Бертенського абатства, Фульдського абатства, Редингського абатства, Сен-Вікторського абатства. 
У період Меровінгів картулярії поширені були переважно у Галлії, до середини ІX ст. картулярії застосовуються майже по всій території імперії.
Картулярії складалися при монастирськях латинською мовою, були написані канцелярським письмом. Найдавніші картулярії виготовляли з пергаменту, а новіші – з паперу.

## Список картуляріїв
- Картулярій Вальпуести[en] (XII ст.)
- Картулярій Редона[fr] (кінець  VIII — середина XII ст.)
- Картулярій єпископства Карпентрас[fr] (875)[13]
- сартулярій Ландевеннек[fr] (до 884)
- картулярій абатства Сен-Венсентартулярій абатства Сен-Венсент (1116-1491)
- Картулярій командування Рішеренш[fr] (1136 — 1214)
- Картулярій церкви Апта[fr] (835-1125[14])
- Картулярій абатства Сен-Бертен
- Картулярій Геммінга[en] (кінець X — початок XI ст.)
- Книга інструментів пам'яті[en] (1059 – 1204)
- Картулярій Суб'яко[it] (кінець XI — кінець XII ст.)[15]
- Книги традицій Брессаноне[it] (X — XIV ст.)
- Liber aureus Prumiensis[de][16]
- Liber feudorum Ceritaniae[en]
- Liber feudorum maior[en]
- Книга інструментів віцекоматоліума[en] (1028 — 1214)
- Супетарський картулярій[en] (1080 — 1187)
- Картулярій абатства Мармутьє (1090 — 1110)
- Картулярій абатства Ла Рое (1096 — 1190)[17]
- Textus Roffensis[en] (1122 — 1124)
- Картулярій Кемперле[fr] (1127)
- Кодекс Ебергарді[de] (1150 — 1160)
- Liber feudorum Ceritaniae[en] (1200 — 1209)
- Картулярій Трінкветая[fr] (1212)[18]
- Реєстр святого Осмунда (XIII ст.)
- Лозаннський картулярій[de] (1202 — 1242)[19]
- Кодекс Ванґіанус[it] (1215 — 1390)[20]
- Картулярій абатства Лез (1240 — 1254)
- Картулярій Кемпера[fr] (1363)[21]
- Картулярій Тропенеля[en] (1405 — 1488)
- Картулярій Віндсгайма (1421 — 1462)
- Урбарій парафіяльної церкви Больцано[it] (1453 — 1460)